# Бранди Колбърт
Бранди Колбърт (на английски: Brandy Colbert) е американска писателка на произведения в жанра социална драма, любовен роман, литература за юноши и документалистика.

## Биография и творчество
Бранди Колбърт е родена в Спрингфийлд, Мисури, САЩ. Завършва гимназия Глендейл в родния си град. От ранна възраст е запалена читателка. Получава бакалавърска степен по журналистика от държавния университет на Мисури. След дипломирането си работи като редактор за няколко национални списания, фокусирани върху здравето и фитнеса, храната и развлеченията.
Първият ѝ роман за юноши, „Поанта“, е издаден през 2014 г. Той е вдъхновен от доклади за дългосрочни случаи на отвличане. Главната героиня Тео е тийнейджърка танцьорка в предградията на Чикаго, която гради живота си след като е била отвлечена. Когато един от приятелите ѝ също се връща след отвличане, спомените ѝ се завръщат. Книгата получава наградата „Сибил“ за юношеска литература. Следващият ѝ роман, „Little & Lion от 2017 г.“, е история за шестнадесетгодишна бисексуална тийнейджърка, прежвяваща скорошната диагноза биполярно разстройство на брат си и нейната собствена сексуалност. Романът получава наградата „Стоунуол“ на Американската библиотечна асоциация. Следващите ѝ два романа също третират темата за съзряването и за ранната бременност на девойките.
Един от най-известните ѝ романи е „Единствените черни момичета в града“ от 2019 г. Той представя историята на единствено чернокожо момиче в града, и неговия живот, когато от другата страна на улицата се появява и друго. Романът е високо оценен от критиката.
Нейни разкази са публикувани в различни сборници и антологии. Заедно с писателската си кариера тя преподава в магистърската програма по творческо писане за деца и младежи на университета „Хамлайн“ и е редактор на книги.
Бранди Колбърт живее със семейството си в Лос Анджелис.

## Произведения

### Самостоятелни романи
- Pointe (2014) – награда „Сибил“[1][2][3][6]
- Little & Lion (2017) – награда „Стоунуол“
- Finding Yvonne (2018)
- The Revolution of Birdie Randolph (2019)
- The Only Black Girls in Town (2019)
- The Voting Booth (2020)
- Kenya & Genesis (2022)
- The Blackwoods (2023)

### Сборници
- Summer days & summer nights (2016) – с Вероника Рот, Касандра Клеър, Дженифър Е. Смит, Лий Бардуго, Лев Гросман, Стефани Пъркинс, Либа Брей, Франческа Лия Блок, Джон Сковрон, Нина Лакур и Тим Федерле
“Късмет и довиждане“ в „Летни дни и летни нощи : 12 любовни истории“, изд.: „Сиела“, София (2016), прев. Деница Райкова
- Black Enough (2019) – с Трейси Баптист, Коу Буут, Дониел Клейтън, Джей Коулс, Ламар Джайлс, Лия Хендерсън, Джъстина Айрланд, Вариан Джонсън, Кекла Магун, Точи Онибучи, Джейсън Рейнолдс, Ник Сейнт и Иби Зобой[1]

### Документалистика
- Black Birds in the Sky (2021)[1][3]